# Garnakar
Garnakar (in armeno Գառնաքար?, in azero Çormanlı) è una piccola comunità rurale del distretto di Kəlbəcər, in Azerbaigian, fino al 2024 appartenente alla regione di Martakert nella repubblica di Artsakh (già repubblica del Nagorno Karabakh).
Il villaggio nel 2005 contava poco più di cento abitanti e si trova lungo la vallata del fiume Khachenaget a pochi chilometri dal famoso monastero di Gandzasar.